# Национал-царанистская партия

Один из логотипов Национал-царанистской партии, использовавшийся на выборах в 1933 году

Национал-царанистская партия (НЦП) (Национал-цэрэнистская партия, Национально-крестьянская партия, рум. Partidul Național Țărănesc) — румынская политическая крестьянская партия, созданная в Румынии после Первой мировой войны в 1918 году. Существовала в 1926—1947 годах.
Лидерами НЦП были Юлиу Мани́у, Ион Михалаке и Александру Вайда-Воевод.

## История

### Создание и идеология
Возникла путём слияния Румынской национальной партии — консервативно-региональной, преимущественно помещичьей  группы (созданной в Трансильвании в 1881 году) — и «народнической» Царанистской (Крестьянской партии, основанной в 1918 году), объединявшей левое аграрное движение в Старом Королевстве Румынии и Бессарабии. Позже вошла в коалицию с Национальной либеральной партией Румынии.
Представляла интересы промышленной буржуазии и крупных землевладельцев, связанных с иностранным капиталом. В основе программы НЦП (опубликованной в 1935 г.) была идея, так называемого, Крестьянского государства, которое якобы защищало мелкие фермерские хозяйства от государственного капитализма или государственного социализма, предлагая в качестве основы экономической политики добровольное кооперативное сельское хозяйство. Крестьяне рассматривались как основная защита румынского национализма и монархической системы страны.
На региональном уровне партия склонялась к балканскому федерализму и солидарности с Международным аграрным бюро. Внутри страны отстаивала административную децентрализацию, уважение прав меньшинств. Демагогия в идеологических вопросах позволяла НЦП удерживать под своим влиянием значительные слои крестьянства и мелкой буржуазии. Лидеры НЦП препятствовали проведению демократических реформ, поощряли деятельность реакционных групп населения.

### При власти и в оппозиции

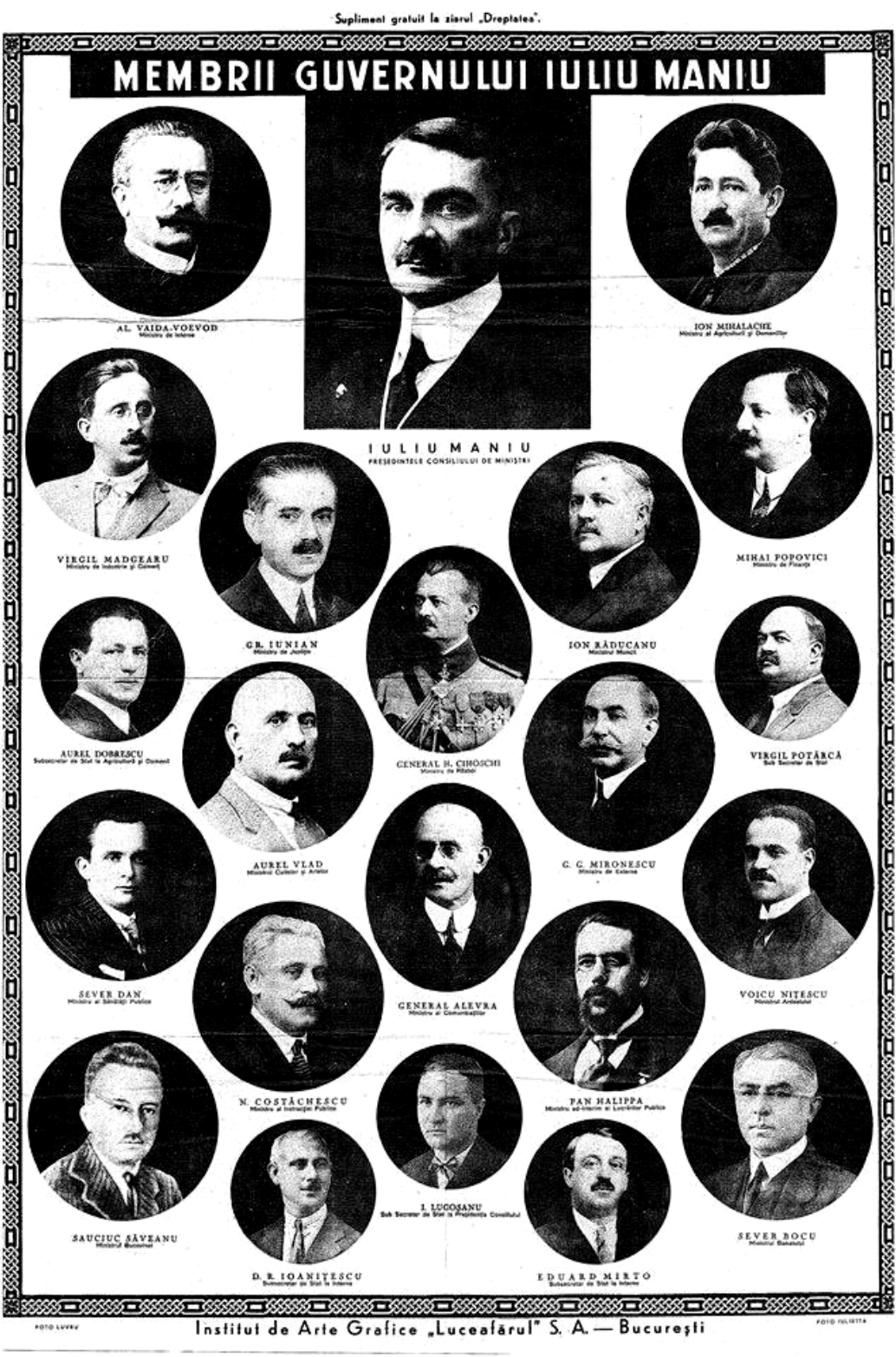
Кабинет министров Румынского королевства во главе с Юлиу Маниу, 1928 год

С ноября 1928 года по ноябрь 1933 года находилась у власти (с перерывом в апреле 1931 — мае 1932 гг.). При поддержке румынских социал-демократов правительства НЦП расширили социальные функции государства, однако не смогли совладать с мировым экономическим кризисом и подавляли выступления трудящихся Румынии, в том числе Лупенскую шахтёрскую стачку 1929 года, забастовку нефтяников Плоешти и долины Праховы и железнодорожников Гривице в 1933 году.
Поддержка авторитарной монархии, отсутствие сопротивления заговору привели Кароля II на румынский трон в 1930 году. Всё это вызвало конфликт с премьером Маниу и его группировкой в НЦП Румынской коммунистической партии, хотя левое крыло и многие низовые организации НЦП выступали за антифашистский народный фронт с коммунистами.
Хотя с 1935 года и большинство центра НЦП поддерживало антифашизм, в защиту демократии были сформированы припартийные военизированные отряды «Крестьянской гвардии», а бывший трижды премьер-министром Александру Вайда-Воевод возглавил отделившееся правое крыло НЦП под названием Румынский фронт, однако и другие вожди партии способствовали приходу фашизма к власти в Румынии и её вовлечению в войну против СССР. Так, накануне выборов 1937 года НЦП подписала временное соглашение о сотрудничестве с фашистской Железной гвардией, что вызвало недовольство среди собственных избирателей партии.

### Вторая мировая война
НЦП была запрещена после королевского переворота и прихода к власти Фронта национального возрождения (1938—1940), поглотившего часть её актива. Перегруппированная при Маниу, НЦП в годы Второй мировой войны оставалась активной в условиях полулегальности, когда сменявшие друг друга фашистские режимы терпели её, несмотря на её периодические протесты против депортации меньшинств и возвращения Северной Трансильвании Венгрии. Ряд деятелей НЦП (преимущественно её левого крыла), в том числе Вирджил Маджару, были убиты легионерами Железной гвардии.

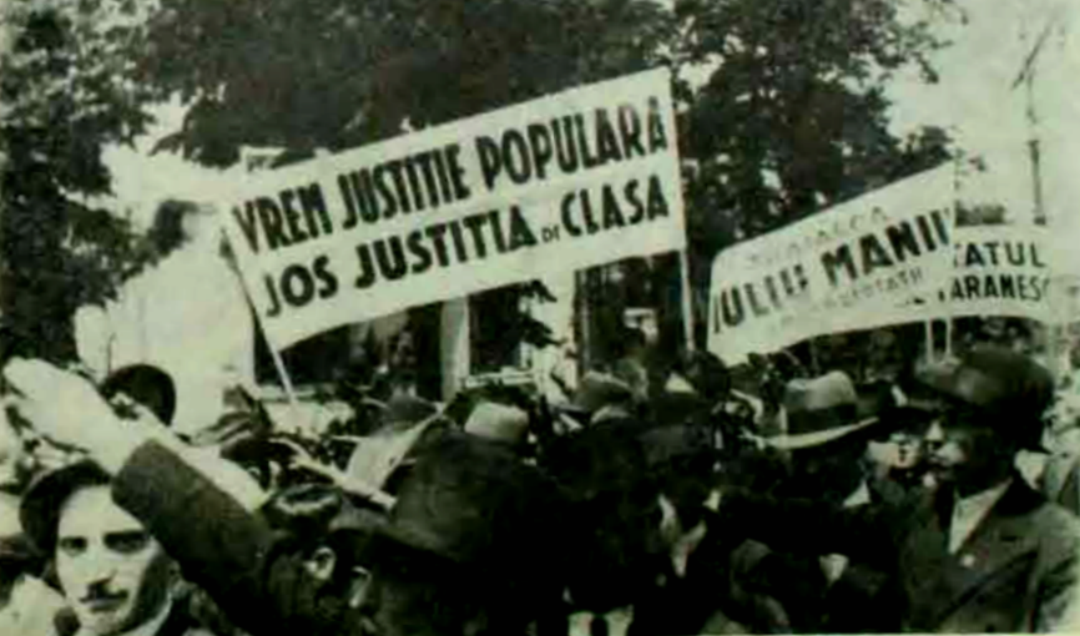
Коммунисты на демонстрации НЦП 31 мая 1936. Впереди коммунистический слоган «Vrem justiție populară / Jos justiția de clasă» («Требуем народного правосудия / долой классовое правосудие»); справа — национал-царанистские плакаты в поддержку Маниу и «крестьянского государства»

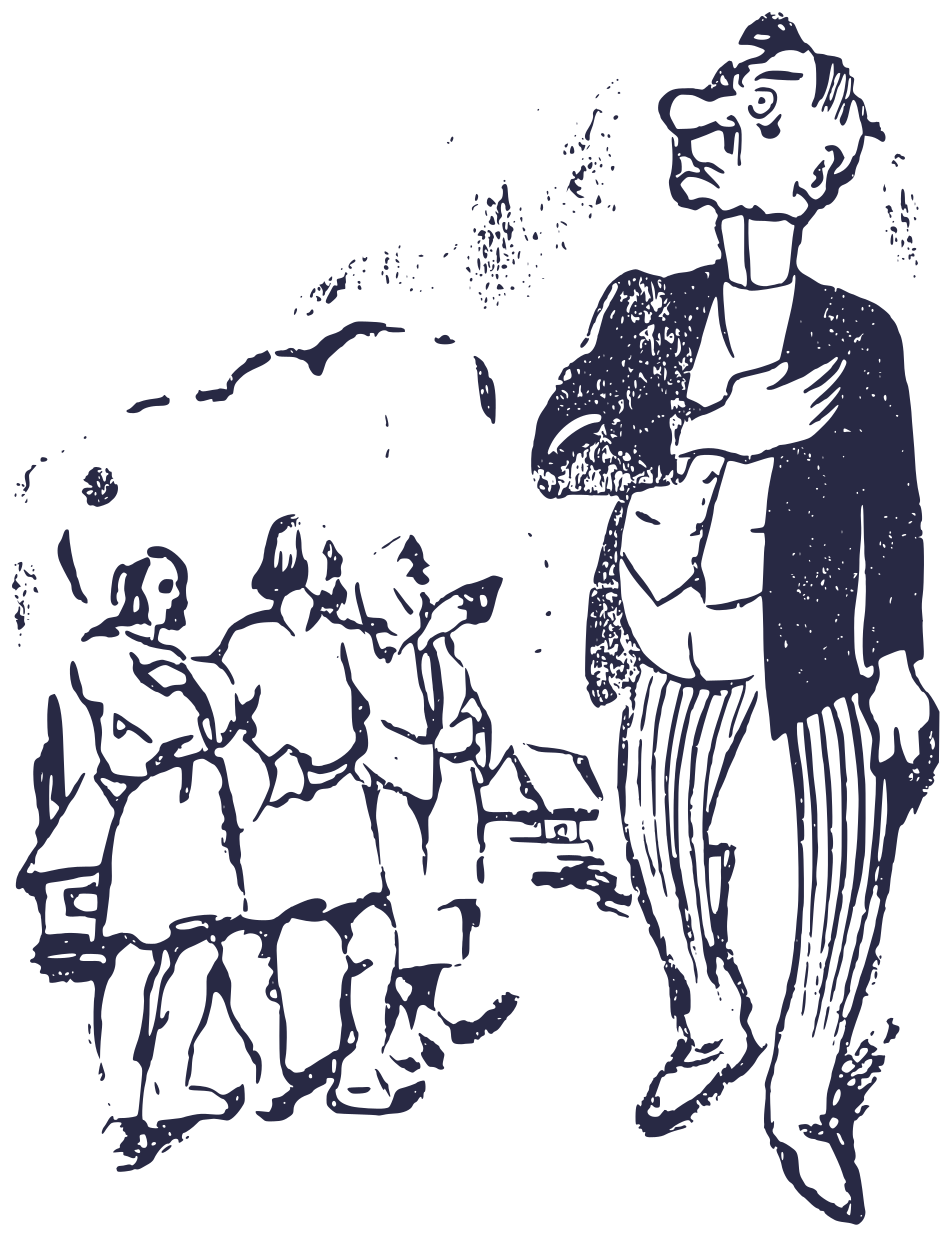
Коммунистическая листовка накануне выборов 1946 года, изображающая Маниу оторванным от народа

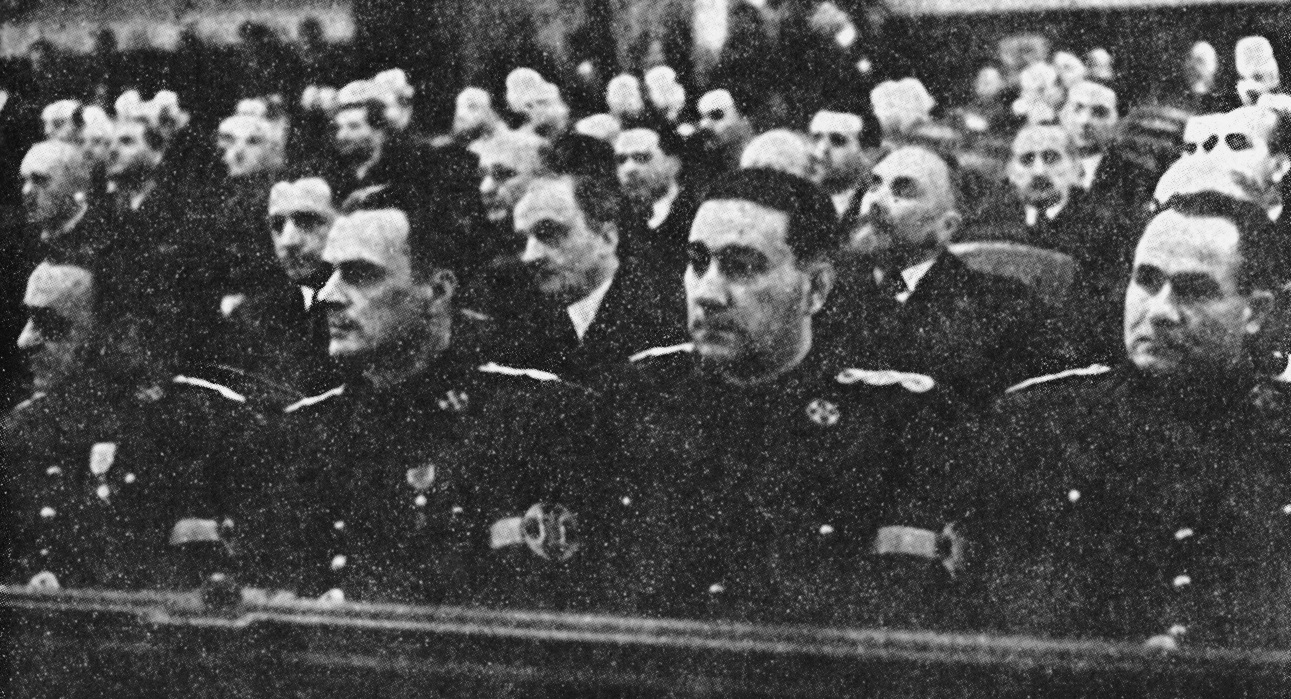
Бывшие политики НЦП (в униформах), посещающие учредительный съезд Фронта национального возрождения. Слева направо в первом ряду: Арманд Кэлинеску, Григоре Гафенку, Михай Ралея

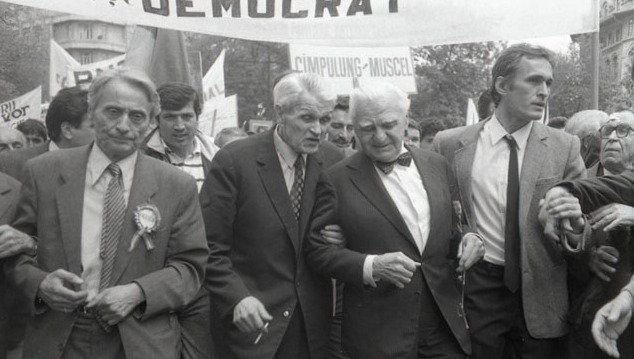
Демонстрация новой ХДНКП в 1990 году. В первом ряду слева направо: Ион Диаконеску, Корнелиу Копосу, Ион Рациу

Вместе с другими оппозиционными партиями (национал-либералами, коммунистами, социал-демократами) и королём Михаем I осуществила августовский
переворот 1944 года, низложивший диктатора Иона Антонеску и переведший страну на сторону Антигитлеровской коалиции. По итогу, на конец войны НЦП вышла сильнейшей партией страны, однако отказалась войти в прокоммунистический Национально-демократический фронт. 
Коммунисты, в свою очередь, пытались подорвать её влияние среди крестьянства поддержкой конкурирующих групп — Фронта земледельцев Петру Грозы и левых отколов от НЦП: Социалистической крестьянской партии Михая Ралеи и бывшей молодёжной организации НЦП Антона Александреску, а позже также Демократической крестьянской партии Николае Лупу.
В 1944—1945 годах представители НЦП входили в состав правительств с реакционным большинством. В 1947 году в рядах НЦП насчитывалось 2,12 млн членов. Среди известных членов были: Замфир Арборе-Ралли, Октав Бенчиле, Димитрие Густи, Константин Исопеску-Грекуль, Йоргу Йордан, Арманд Кэлинеску, Николае Лупу, Вергилий Маджару, Константин Пархон, Виктор Ион Попа, Константин Стере, Пантелеймон Халиппа. Члены НЦП активно участвовали в бухарестской демонстрации монархистов 8 ноября 1945.

### Запрет при коммунистах
За содействие антикоммунистическому подполью подвергалась преследованиям. 14 июля 1947 года, после прихода к власти коммунистов, при попытке покинуть страну из аэропорта Тэмадэу был задержан её вице-председатель Ион Михалаке и вместе с Юлиу Маниу осуждён на пожизненный срок (оба умерли в заключении). 
Национал-царанисты участвовали в антикоммунистическом повстанческом движении 1940—1960-х (членами или сторонниками партии были, например, Тома Арнэуцою, Ион Уцэ, Теодор Шушман, Иоан Карлаонц).
30 июля 1947 года решением румынского парламента Национал-царанистская партия была распущена. По одному из подсчётов, через тюрьмы нового режима прошло 270 тысяч членов НЦП; при этом сопоставимое количество бывших национал-царанистов (в основном рядовых, но иногда и высокопоставленных, например, Йоргу Йордан) вступило в правящую Румынскую рабочую партию, объединившую коммунистов и социалистов. Живших в Советской Молдавии членов НЦП, включая экс-вице-председателя Сфатул Цэрий Пантелеймона Халиппу, подчас судили и в Румынии, и в СССР.

### Подпольная деятельность и возрождение
Однако ячейки НЦП возрождались и в эмиграции (молодыми лидерами наподобие Иона Рациу), и в румынских тюрьмах (лидером этой тенденции был признан Корнелиу Копосу). Активность освобождённых политических заключённых позволила НЦП в изгнании заявлять о продолжении деятельности в самой Румынии (покинувший страну по запросу французского премьера Мориса Кув де Мюрвиля деятель НЦП Николае Пенеску был убит Секуритате при помощи бомбы, замаскированной под мемуары Н. С. Хрущёва).
Участник НЦП Ион Пую попытался участвовать в выборах 1985 года, за что был осуждён властями. НЦП была принята во Всемирный христианско-демократический союз в 1987 году. Преемница НЦП — Христианско-демократическая национал-цэрэнистская партия (основатели — Корнелиу Копосу, Ион Рациу, Ион Диаконеску; председатель с 2010 — Аурельян Павелеску) — стала первой зарегистрированной после Румынской революции декабря 1989 года 8 января 1990 года.